# Tir als Jocs Olímpics d'estiu de 1992 - Skeet mixt
La prova de skeet va ser un dels tretze esdeveniments de tir als Jocs Olímpics de Barcelona 1992. Va ser l'última competició olímpica de skeet oberta tant per a homes com per a dones, i l'única competició mixta de tir als Jocs Olímpics mai guanyada per una dona: Zhang Shan. El torneig es va celebrar el 28 de juliol al Camp de Tir de Mollet del Vallès.
La competició va consistir en una ronda de classificació de 150 dianes, una semifinal de 50 dianes per als 24 millors competidors i una final de 25 dianes per als 6 primers. Després d'aconseguir el ple de 200 objectius en les rondes preliminars i obtenir 23 punts a la final, Zhang va establir un nou rècord olímpic i va endur-se l'or. Ho va fer imposant-se a quatre tiradors masculins, empatats a 222 encerts. Després de dues rondes de desempat, la plata va ser per a Juan Giha, el bronze per a Bruno Rossetti i Ioan Toman va terminar en 4a posició. Com l'espanyol José María Colorado havia obtingut pitjor nota en la fase final que els seus tres rivals, no va passar a les rondes extra, essent 5è classificat.
L'abril de 1992 es va modificar el programa olímpic de tir per als Jocs Olímpics d'Estiu de 1996, suprimint les proves mixtes de skeet i fossa olímpica, que passarien a disputar-se únicament en modalitat masculina. Després d'una disputa legal de 5 anys, el 1997 el Comitè Olímpic Internacional va decidir que, ja des de Sidney 2000, les dones tornarien a participar en aquestes modalitats, però ho farien en torneigs segregats —com en la resta del programa de tir.

## Primera ronda
| Pos. | Nom                       | País            | Puntuació | Notes |
| ---- | ------------------------- | --------------- | --------- | ----- |
| 1    | Zhang Shan                | R.P. de la Xina | 150       | Q     |
| 2    | Matthew Dryke             | Estats Units    | 149       | Q     |
| 3    | José María Colorado       | Espanya         | 149       | Q     |
| 4    | Juan Giha                 | Perú            | 149       | Q     |
| 5    | Aleksandr Tcherkassov     | Equip Unificat  | 148       | Q     |
| 6    | Firmo Roberti             | Argentina       | 148       | Q     |
| 7    | James Graves              | Estats Units    | 148       | Q     |
| 8    | Bruno Rossetti            | Itàlia          | 148       | Q     |
| 9    | Ioan Toman                | Romania         | 148       | Q     |
| 10   | Boriss Timofejevs         | Letònia         | 148       | Q     |
| 11   | Guillermo Torres          | Cuba            | 148       | Q     |
| 12   | Luboš Adamec              | Txèquia         | 148       | Q     |
| 13   | Ole Justesen              | Dinamarca       | 147       | Q     |
| 14   | David Valter              | Txèquia         | 147       | Q     |
| 15   | Luca Scribani Rossi       | Itàlia          | 147       | Q     |
| 16   | Eric Swinkels             | Països Baixos   | 147       | Q     |
| 17   | Zhang Xindong             | R.P. de la Xina | 147       | Q     |
| 18   | Jorma Korhonen            | Finlàndia       | 147       | Q     |
| 19   | Bernhard Hochwald         | Alemanya        | 147       | Q     |
| 20   | John Summers              | Austràlia       | 146       | Q     |
| 21   | Jorge Guardiola           | Espanya         | 146       | Q     |
| 22   | Francisco Romero Arribas  | Guatemala       | 146       | Q     |
| 23   | Andrew Austin             | Regne Unit      | 146       | Q     |
| 24   | Leoš Hlaváček             | Txèquia         | 146       | Q     |
| 25   | Andrea Benelli            | Itàlia          | 145       |       |
| 25   | Dorota Chytrowska-Mika    | Polònia         | 145       |       |
| 25   | Connie Fluker             | Estats Units    | 145       |       |
| 25   | Andrei Inešin             | Estònia         | 145       |       |
| 25   | Michael Maskell           | Barbados        | 145       |       |
| 25   | Antonis Nikolaidis        | Xipre           | 145       |       |
| 25   | Valeri Timokhin           | Equip Unificat  | 145       |       |
| 25   | Axel Wegner               | Alemanya        | 145       |       |
| 33   | Josef Hahnenkamp          | Àustria         | 144       |       |
| 33   | Soichiro Ito              | Japó            | 144       |       |
| 33   | Harald Jensen             | Noruega         | 144       |       |
| 33   | Farid Kharboutly          | Síria           | 144       |       |
| 33   | Mohamed Khorshed          | Egipte          | 144       |       |
| 33   | Pak Jong-ran              | Corea del Nord  | 144       |       |
| 33   | Peeter Päkk               | Estònia         | 144       |       |
| 33   | Stéphane Tyssier          | França          | 144       |       |
| 33   | Kaw Fun Ying              | Malàisia        | 144       |       |
| 42   | Carlos Abarza             | Xile            | 143       |       |
| 42   | Nayef Al-Daihani          | Kuwait          | 143       |       |
| 42   | Claude Cuy y Mola         | França          | 143       |       |
| 42   | Alfonso de Iruarrizaga    | Xile            | 143       |       |
| 42   | Hennie Dompeling          | Països Baixos   | 143       |       |
| 42   | Luis Gamarra              | Bolívia         | 143       |       |
| 42   | Diána Igaly               | Hongria         | 143       |       |
| 42   | Wang Zhonghua             | R.P. de la Xina | 143       |       |
| 50   | Matthias Dunkel           | Alemanya        | 141       |       |
| 51   | Alvaro Guardia            | Costa Rica      | 140       |       |
| 51   | Khaled Sabet              | Egipte          | 140       |       |
| 51   | Sin Nam-ho                | Corea del Nord  | 140       |       |
| 51   | Björn Thorwaldson         | Suècia          | 140       |       |
| 55   | Servando Puldón           | Cuba            | 140       |       |
| 55   | Ole Riber Rasmussen       | Dinamarca       | 140       |       |
| 57   | Anton Manolov             | Bulgària        | 138       |       |
| 58   | Erzsébet Vasvári-Pongrátz | Hongria         | 137       |       |
| 59   | Diane Le Grelle           | Regne Unit      | 136       |       |
| 60   | Khaled Naghaway           | Jordània        | 41        | DNF   |

DNF No finalitza – Q Qualificats a la semifinal

## Semifinal
| Pos. | Nom                      | 1R  | Semifinal | Total | Notes |
| ---- | ------------------------ | --- | --------- | ----- | ----- |
| 1    | Zhang Shan               | 150 | 50        | 200   | Q OR  |
| 2    | José María Colorado      | 149 | 50        | 199   | Q     |
| 3    | Bruno Rossetti           | 148 | 50        | 198   | Q     |
| 4    | Ioan Toman               | 148 | 50        | 198   | Q     |
| 5    | Matthew Dryke            | 149 | 49        | 198   | Q     |
| 6    | Juan Giha                | 149 | 49        | 198   | Q     |
| 7    | Luca Scribani Rossi      | 147 | 50        | 197   |       |
| 8    | Eric Swinkels            | 147 | 50        | 197   |       |
| 9    | Zhang Xindong            | 147 | 50        | 197   |       |
| 10   | Firmo Roberti            | 148 | 49        | 197   |       |
| 11   | Luboš Adamec             | 148 | 49        | 197   |       |
| 11   | James Graves             | 148 | 49        | 197   |       |
| 11   | Aleksandr Tcherkassov    | 148 | 49        | 197   |       |
| 11   | Boriss Timofejevs        | 148 | 49        | 197   |       |
| 11   | Guillermo Torres         | 148 | 49        | 197   |       |
| 16   | Jorge Guardiola          | 146 | 50        | 196   |       |
| 16   | Leoš Hlaváček            | 146 | 50        | 196   |       |
| 16   | Bernhard Hochwald        | 147 | 49        | 196   |       |
| 16   | Ole Justesen             | 147 | 49        | 196   |       |
| 16   | Jorma Korhonen           | 147 | 49        | 196   |       |
| 21   | Andrew Austin            | 146 | 49        | 195   |       |
| 21   | John Summers             | 146 | 49        | 195   |       |
| 21   | David Valter             | 147 | 48        | 195   |       |
| 24   | Francisco Romero Arribas | 146 | 48        | 194   |       |

OR Rècord olímpic – Q Qualificats a la final

## Final
| Pos.   | Nom                 | 1R+SF | Final | Total | 1r desempat | 2n desempat | Notes |
| ------ | ------------------- | ----- | ----- | ----- | ----------- | ----------- | ----- |
| Or     | Zhang Shan          | 200   | 23    | 223   |             |             | OR    |
| Argent | Juan Giha           | 198   | 24    | 222   | 3           |             |       |
| Bronze | Bruno Rossetti      | 198   | 24    | 222   | 2           | 10          |       |
| 4      | Ioan Toman          | 198   | 24    | 222   | 2           | 9           |       |
| 5      | José María Colorado | 199   | 23    | 222   |             |             |       |
| 6      | Matthew Dryke       | 198   | 23    | 221   |             |             |       |

OR Rècord olímpic